# Лугань (Воронежская область)
Лугань — посёлок в Бобровском районе Воронежской области.
Входит в состав Пчелиновского сельского поселения.

## Население
| 2000 | 2005 | 2010 |
| ---- | ---- | ---- |
| 33   | ↗36  | ↘20  |

## География

### Улицы
- ул. Луговая.